# Hunnenburg (Murrhardt)
Als Hunnenburg wird eine abgegangene Höhenburg im oberen Murrtal bezeichnet. Die Reste liegen auf der Gemarkung der Stadt Murrhardt im Rems-Murr-Kreis, Baden-Württemberg.

## Lage
Die Hunnenburg liegt rechtsseits über der Murr auf der zentralen Stadtteilgemarkung der Stadt Murrhardt in einer Höhe von etwa 400 m ü. NHN auf einem südostwärts auslaufenden, steilen, felsigen und bewaldeten Bergsporn östlich der Ortschaft Hausen. Zu Füßen der Burgstelle mündet der Fornsbach am Ende von deren Oberlaufknie in die obere Murr. Flurnamen der Umgebung lauten Burg, Burgreute, Burgberg und Salzrain.

## Name
Der Name Hunnenburg könnte ursprünglich sein oder auch erst später aufgekommen. Im ersten Falle könnte er auf den Erbauer hindeuten; denkbar wäre eine Ableitung von einem germanischen Namen.
Allerdings ist es wahrscheinlicher, dass der Name erst im späten Mittelalter entstanden ist, als die Burg schon im Abgang begriffen und der eigentliche Name nicht mehr bekannt war. So gibt es im deutschen Sprachraum viele im Volksmund fälschlicherweise so genannte Hünenburgen, Römer-, Hunnen- und Schwedenschanzen, welche jedoch nachweislich nichts mit diesen Völkern zu tun hatten. Eine weitere Namensform lautet Hunemburg. Georg Gadner (1593) nannte die Burg Haunenburg. Karl Eduard Paulus (1871) nennt sie auch Hahnenburg.

## Beschreibung
Jetzt ist von der ehemaligen Hunnenburg nur noch ein etwa zwei Meter tiefer Halsgraben zu sehen, der von den Erbauern in den felsigen Untergrund getrieben wurde. In dem Bereich der ehemaligen Kernburg sind in dem Boden zwei Trichter erkennbar, die möglicherweise Brunnen oder Zisternen waren. Anfang der 1990er Jahre kam es durch Forstarbeiten zu Erdrutschen am Burgberg. Dadurch sind etwa 30 bis 40 Meter unterhalb der Kernburg quaderförmige Steine sichtbar geworden.

## Geschichte

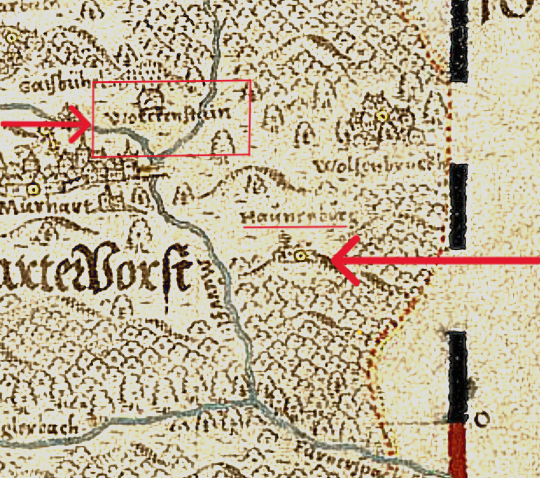
Die Hunnenburg auf einer Karte Georg Gadners

Über die Geschichte der Hunnenburg ist – wie bei den meisten Befestigungen im Rems-Murr-Kreis – nicht viel bekannt. Karl Eduard Paulus erwog einen römischen Ursprung. Sie könnte aber auch in den Ungarnkriegen entstanden sein. Allerdings hätte sie mit einer Fläche von nur 20 × 20 Metern nicht viele Menschen aufnehmen können und scheidet damit wohl als Fliehburg aus. Erstmals erwähnt wird die Burg in einer gefälschten Urkunde des 16. Jahrhunderts als Castrum Hunnenburg. Georg Widmann, ein Pfarrer und Chronist aus Schwäbisch Hall, bezeichnete die Burg schon in der ersten Hälfte des 16. Jahrhunderts als zerritt Burgstadel. Somit kann man davon ausgehen, dass die Burg schon zu dieser Zeit verfallen war. In Widmanns illustrierter Chronik ist die Hunnenburg zusammen mit der Murrhardter Wolkenburg (auch Wolkenstein genannt) noch als intakte Burganlage mit Mauern und Zinnen zu sehen. Auf einer illustrierten Karte von Georg Gadner aus dem Jahr 1593 erscheint die Hunnenburg als Haunenburg und ist ebenfalls als intakte Befestigung mit einem Bergfried zu sehen. Allerdings dürfte es sich dabei um Phantasiedarstellungen handeln. In einem Lagerbuch von 1575 erscheinen zudem die Flurnamen Burgäckerle, Burghalde und Burgwiesen.

## Sagen
- Auf der Flucht vor seinen Söhnen habe Kaiser Ludwig der Fromme bei Murrhardt den Heiligen Walterich getroffen. Dieser habe dem Kaiser Trost gespendet und sei sein Berater geworden. Daraufhin habe er von Ludwig die Erlaubnis erhalten, das Kloster Murrhardt zu gründen.[7] Als billiger Steinbruch sei dafür die Hunnenburg abgetragen worden.[1][3]
- Es habe einst zwei weitere Burgen gegeben, welche der Hunnenburg gegenüber auf dem Raitberg und dem Hornberger Köpfle gestanden seien. Die Burgen seien einst im Besitz von drei rivalisierenden Brüdern gewesen. Der eine sei reich durch Gold geworden, der andere durch Eisen und der dritte durch Salz. Solange sie sich einig waren hätten sie die ganze Gegend beherrscht. Wegen ihres Reichtums seien sie jedoch in Streit geraten und hätten sich bekämpft, gegenseitig verflucht und ihr Geschlecht sei dadurch schließlich zu Grunde gegangen.[3]
- Noch Anfang des 19. Jahrhunderts gab es im Murrhardter Ortsteil Hausen die Sage, dass um Mitternacht und auch am hellen Tage die Geister der Ritter und Burgfräuleins von der Hunnenburg herabkämen, um am Dorfbrunnen ihre Rösser zu tränken.[3]